# Бурнаш Джамісі
Бурнаш Джамісі (крим. Burnaş Camisi) — мечеть у селі Бурнаш (Уварівка) Білогірського району Автономної Республіки Крим.

## Історія
В ніч з 9 на 10 лютого 2008 року на мусульманському цвинтарі зруйнували практично всі надгробні камені. Всього було сплюндровано понад 270 могил, з них 220 зруйновано. Вандали не знайдені.
19 квітня 2019 року російські окупанти відключили мечеті електроенергію.